# Astride N'Gouan
Astride N'Gouan (født 9. juli 1991 i Saint-Denis) er en fransk håndboldspiller der spiller for Paris 92 og for Frankrigs kvindehåndboldlandshold.